# Labiovelar
In der Phonetik beschreibt labiovelar den Artikulationsort eines Lautes an den Lippen (lat. labium) und dem Gaumensegel (lat. velum). Dabei kann „Labiovelar“ entweder für einen labialisierten velaren Konsonanten oder einen an zwei Artikulationsorten gleichzeitig (doppelt) gesprochenen labial-velaren Konsonanten stehen. Labiovelare Konsonanten werden deutsch auch als Lippengaumenlaute bezeichnet.

## Labiovelare
Als labialisierte Velare oder Labiovelare [kʷ], [gʷ], [xʷ], [ɣʷ] bezeichnet man mit Lippenrundung gesprochene Velare [k], [g], [x], [ɣ] etc.
Der üblichste Labiovelar ist der labialisierte stimmhafte velare Approximant [w] (wie in engl. witch [wɪtʃ] „Hexe“). Manche Varianten des Englischen unterscheiden hiervon den stimmlosen labiovelaren Frikativ [ʍ] wie in which [ʍɪtʃ] „welcher“.
Auch die indogermanische Ursprache verfügte über eine Reihe Labiovelare, nämlich [kʷ], [gʷ] (bzw. nach der Glottaltheorie [kʷˀ]), und [gʷʰ]. Diese sind allerdings nur im westlichen (germanische und keltische Sprachen) und südlichen Ausbreitungsbereich nachweisbar, nämlich den italischen, griechischen, anatolischen und in geringerem Maße noch in den mit Letzteren enger verwandten tocharischen Sprachen. Im Griechischen und Keltischen haben sie sich teilweise zu reinen Labialen entwickelt.
In den übrigen Sprachen (mit Palatalisierung, den sogenannten Satemsprachen) fielen sie durch Delabialisierung mit den einfachen Velaren zusammen.

Sagittalebene der menschlichen Mundhöhle, Oropharynx und Larynopharynx. Artikulationsorte (aktiv und passiv):
1 exolabial (äußerer Teil der Lippe)
2 endolabial (innerer Teil der Lippe)
3 dental (Zähne)
4 alveolar (vorderer Teil des Zahndamms)
5 postalveolar (hinterer Teil des Zahndamms und ein wenig dahinter)
6 präpalatal (vorderer Teil des harten Gaumens)
7 palatal (harter Gaumen)
8 velar (weicher Gaumen)
9 uvular (auch postvelar; Gaumenzäpfchen)
10 pharyngal (Rachen)
11 glottal (auch laryngal; Stimmbänder)
12 epiglottal (Kehldeckel)
13 radikal (Zungenwurzel)
14 posterodorsal (hinterer Teil der Zunge)
15 anterodorsal (vorderer Teil der Zunge)
16 laminal (Zungenblatt)
17 apikal (Zungenspitze)
18 sublaminal (auch subapical; Unterseite der Zunge)

## Labial-Velare
Die labial-velaren Konsonanten werden gleichzeitig an den Lippen (lat. labium) und dem Gaumensegel (lat. velum) gesprochen. Es handelt sich hierbei nicht um einen Konsonantencluster, sondern einen einfachen Laut, der an zwei Artikulationsorten gleichzeitig gesprochen wird. Solche Laute kommen in Sprachen West- und Zentralafrikas sowie Neuguineas sowie am Wortende im Vietnamesischen vor. Beispiele für labial-velare Konsonanten sind:
- [k͡p] Logba ò-kpàyɔ̀ [ò-k͡pàyɔ̀] „Gott“
- [g͡b] Ewe Ewegbe [ɛβɛg͡be] (Eigenbezeichnung der Sprache)
- [ŋ͡m] Vietnamesisch cung [kuŋ͡m] „Sektor“